# Orien Brown
Orien Brown (* 4. März 1952) ist eine ehemalige US-amerikanische Sprinterin.
1971 wurde sie bei den Panamerikanischen Spielen in Cali Vierte über 100 m und siegte in der 4-mal-400-Meter-Staffel.
Ihre persönliche Bestzeit über 100 m von 11,4 s stellte sie am 1. Mai 1971 in Quantico auf.